# Canto per un seme
Canto per un seme es un álbum de estudio de la banda chilena Inti-Illimani junto con la cantautora Isabel Parra y la italiana Edmonda Aldini (como recitadora), lanzado en 1978 por el sello italiano Vedette Records. Corresponde al décimo quinto álbum oficial de Inti-Illimani.
Las pistas del disco están basadas en décimas de Violeta Parra, desarrollándose una estructura de cantata musical (canción-relato, relato-canción) musicalizada por el maestro Luis Advis.
El disco corresponde a la versión italiana del álbum Canto para una semilla, publicado en 1972.

## Lista de canciones[3]
| N.º   | Título          | Escritor(es)              | Duración |  |
| 1.    | «Los parientes» | Violeta Parra, Luis Advis |          |  |
| 2.    | «La infancia»   | Violeta Parra, Luis Advis |          |  |
| 3.    | «El amor»       | Violeta Parra, Luis Advis |          |  |
| 4.    | «El compromiso» | Violeta Parra, Luis Advis |          |  |
| 5.    | «La denuncia»   | Violeta Parra, Luis Advis |          |  |
| 6.    | «La esperanza»  | Violeta Parra, Luis Advis |          |  |
| 7.    | «La muerte»     | Violeta Parra, Luis Advis |          |  |
| 8.    | «Epílogo»       | Violeta Parra, Luis Advis |          |  |
| 9.    | «Canción final» | Violeta Parra, Luis Advis |          |  |
| 43:15 |                 |                           |          |  |

## Otras versiones
Este álbum corresponde a una versión alternativa, que corresponde a la versión italiana de Canto para una semilla, álbum publicado en Chile en 1972, antes que Inti-Illimani e Isabel Parra se exiliaran en Europa producto de la dictadura militar en su país.
Posteriormente se lanzaron otras dos versiones, donde la relatora es reemplazada por otras artistas:
- Canto para una semilla, del mismo año 1978, con Marés González.
- Chant pour une semence, versión francesa de 1985, con Francesca Solleville.

## Créditos
- Edmonda Aldini: relatora
- Isabel Parra
- Inti-Illimani